# Viola Bro
Viola Bro (født 17. januar 1938) er en dansk tidligere kommunalpolitiker, der fra 1994 til 2001 var borgmester i Thyborøn-Harboøre Kommune, valgt for Borgerlisten.
Hun var medlem af kommunalbestyrelsen fra 1982, men genopstillede ikke ved kommunalvalget 2001.
Hun er tilknyttet Indre Mission og har efter sit virke i kommunalpolitik været formand for menighedsrådet i Thyborøn Sogn.